# Diego Martín (localidad)
Diego Martín es una localidad de Trinidad y Tobago, que forma parte de la región de Diego Martín de la que es su capital.

## Geografía
La localidad abarca parte de la isla Trinidad y es un centro urbano y comercial y la ciudad capital de la Región de Diego Martín en Trinidad y Tobago. Se ubica en la frontera sudoriental de la corporación regional de Diego Martín, al oeste de la ciudad capital nacional de Puerto España y al este de la ciudad de Carenage. La ciudad de Diego Martín por su ubicación en la Cordillera del Norte una vez tuvo una serie de pequeños valles, pero ahora es una zona densamente poblada. 
La localidad limita al norte con Rich Plain, Diamond Vale y St. Lucien Road al sur con La Puerta, al este con Petit Valley y al oeste con Rich Plain y La Puerta.

## Historia
Fue llamada así por un explorador español Diego Martín. La zona fue colonizada por colonos franceses y sus esclavos en la década de 1780.

## Demografía
Datos demográficos de la localidad de Diego Martín:
| Gráfica de evolución demográfica de Diego Martín entre 2000 y 2011 |
|                                                                    |